# Nanolpium
Nanolpium es un género de arácnido del orden Pseudoscorpionida de la familia Olpiidae.  Existen 8 especies descriptas en este género, las mismas habitan en África austral. 

## Especies
Según Pseudoscorpions of the World 1.2, las especies son :
- Nanolpium congicum Beier, 1954
- Nanolpium milanganum Beier, 1964
- Nanolpium nitens Tullgren, 1908
- Nanolpium pusillum Ellingsen, 1909
- Nanolpium rhodesiacum Beier, 1955
- Nanolpium smithersi Beier, 1964
- Nanolpium subgrande (Tullgren, 1908)
- Nanolpium transvaalense Beier, 1964